# Bulkley Junction Park
Bulkley Junction Park är en park i Kanada.   Den ligger i provinsen British Columbia, i den centrala delen av landet, 3 800 km väster om huvudstaden Ottawa. Bulkley Junction Park ligger 242 meter över havet.
Terrängen runt Bulkley Junction Park är kuperad åt nordost, men åt sydväst är den bergig.Trakten runt Bulkley Junction Park är nära nog obefolkad, med mindre än två invånare per kvadratkilometer.. Närmaste större samhälle är New Hazelton, 6,0 km öster om Bulkley Junction Park.
I omgivningarna runt Bulkley Junction Park växer i huvudsak barrskog.